# Zeridoneus petersoni
Zeridoneus petersoni är en insektsart som beskrevs av Reichart 1966. Zeridoneus petersoni ingår i släktet Zeridoneus och familjen Rhyparochromidae. Inga underarter finns listade i Catalogue of Life.